# Halcones Galácticos
Los Halcones Galácticos (Silverhawks en inglés) es una serie animada estadounidense creada por Arthur Rankin y Jules Bass y distribuida por Lorimar-Telepictures en 1986 con un total de 65 episodios. La animación fue realizada por el estudio japonés Pacific Animation Corporation. Fue el sucesor de ThunderCats y al igual que este, se publicó una serie de cómics de Los Halcones Galácticos publicada por Star Comics, sello editorial de Marvel Comics. 
Actualmente, los derechos de la serie pertenecen a Warner Bros., al comprar al canal de televisión Lorimar en 1989.

## Sinopsis
Rankin/Bass siguiendo su éxito en Thundercats creó esta serie acerca de un equipo de héroes en el siglo XXIX que fueron hechos con cuerpos y alas de metal para combatir al crimen organizado en la Galaxia de El Limbo. 
El Capitán Telescopio reclutó a los Halcones Galácticos para combatir a Monstruón, un extraterrestre que puede transformarse en armadura metálica con la ayuda de la Estrella Lunar de Limbo en la cámara de Transformación. La célebre frase de Monstruón es "Estrella Lunar de Limbo: Dame la Fuerza, el Poder, la Facultad de Ser ¡Invencible!", además cuenta con la ayuda de la mafia galáctica: Esclavo, el Barón Sierra, Bucéfalo, Vendaval, El Mago Cronos, Molecular, Naipe, Artillero y de la locura musical de Melodía.
Halcones Galácticos: su líder Rayo de Plata y su compañero Halcón Vigía, los super gemelos invencibles Acerino y Acerina, con corazón, alma y espíritu de acero, Vaquero, el guitarrista y piloto estrella de su increíble nave el Espectro, y del planeta de los mimos, el Niño de Cobre. El capitán Telescopio que dirige al equipo desde su cuartel en órbita Halconia.

## Personajes

### Los Halcones Galácticos
- Capitán Telescopio (Commander Stargazer): El jefe de los Halcones Galácticos, él fue quien originalmente encerró a Monstruón en el Planeta Penal, pero al haber escapado, debió reclutar a los Halcones para combatir a Monstruón y a la Pandilla. Tiene partes biónicas de oro implantadas en su cuerpo y su ojo izquierdo es como un pequeño telescopio.

- Rayo de Plata (Quicksilver): Es el líder del equipo, tiene de compañero a Halcón Vigía, un halcón cibernético, miembro retirado de las Fuerzas Federales Interplanetarias. Rayo de Plata tiene el grado de Teniente, es el que generalmente planea las estrategias, tácticas y da órdenes. Es muy inteligente, rápido y atlético. Sus cibernéticos son de color plateado. Su nombre original era Jonathan Quick
- Vaquero (Bluegrass): Es el piloto de la nave Espectro y tiene el grado de Coronel. Tiene una guitarra eléctrica que usa también como arma, disparando un rayo en forma de pentagrama con notas musicales. Es el único del equipo que no tiene alas, láseres en los hombros, o espolones en los talones. Su traje es color azul claro (y sus piernas están diseñadas para parecer botas), además de usar un sombrero de cowboy y un pañuelo alrededor del cuello. Además de sus profesiones como piloto, coronel y músico, es también profesor, por lo que al final de cada capítulo se lo oye enseñando astronomía al Niño de Cobre. No se da a conocer su nombre original.
- Acerina y Acerino (Steelheart & Steelwill): Son hermanos gemelos fraternos, comparten un vínculo psiónico, y pueden percibir lo que sienten uno del otro, además de comunicarse telepáticamente. Los dos poseen una tremenda fuerza física que usan contra sus oponentes. Son además los únicos que poseen corazones metálicos, debido a que sus corazones orgánicos rechazaron el proceso que los transformó en Halcones Galácticos. Sus trajes son de color azul oscuro. De Acerino destaca su casco en forma de uno de fútbol americano. Sus nombres originales eran Emily Hart (Acerina) y Will Hart (Acerino).
- Niño de Cobre (Copper Kid): Niño genio matemático, originario del planeta de los mimos. Se comunica por medio de silbidos y un sintetizador de voz, por lo cual suponemos que originalmente era mudo. También aparece al final en casi todos los episodios aprendiendo lecciones de astronomía y astronáutica, siendo un ejemplo de estudio a los niños. Su traje es de color naranja cobre. También se desconoce su nombre original.
- Halcón Vigía (Tally Hawk): Es un ave cibernética compañera del teniente Rayo de Plata, quién lo controla mediante una unidad de control remoto de pulso. Realiza espionaje e informa al Capitán Telescopio y a los Halcones Galácticos.

- Sortílego (Hotwing): Un halcón galáctico afrodescendiente. Él es un mago con poderes sobrenaturales, los cuales deben ser recargados cada 14 años. En la traducción mexicana la primera vez fue presentado como "Indómito" (en el capítulo "Hotwing hits Limbo" cap 21). Su traje es de color amarillo dorado.

- Relámpago (Flashback): Un halcón galáctico capaz de viajar en el tiempo (usualmente hacia el pasado). Usa un traje de color verde, y es al único al que nunca se le ve su cara ya que siempre aparece con su casco puesto. Su primera aparición es en cap 40.

- Rayo de Luna (Moon Stryker): El último halcón galáctico en llegar a la galaxia Limbo. Para volar, normalmente hace un ciclón de aire con un dispositivo que gira a altas revoluciones ubicado en su cintura. También posee alas, pero rara vez las utiliza. Su traje es de color verde turquesa con el casco amarillo. Su primera aparición es en cap 57.
- Cóndor: Un viejo amigo del Capitán Telescopio, que se retiró de la Academia de los Halcones Galácticos para trabajar por su cuenta años atrás. No tiene alas propias, por lo que tiene que usar un "jetpack". Su traje es color café. Es el único Halcón Galáctico (aparte del Capitán Telescopio) que siempre utiliza ropas. Su primera aparición es en cap 57.

### Neutrales
- Taxideral: Un taxista espacial que intenta ganarse la vida. Es totalmente neutral, sirviendo tanto a los Halcones Galácticos como a la Pandilla por igual (aunque Taxideral siente más afinidad hacia los Halcones Galácticos). Su frase característica es "saben a que me refiero". Su verdadero nombre es "Seymour".

- Zeek, el pescador: Socio y pseudo-amigo de Taxideral, es un pingüino de color verde. Aparece a mitad de serie. A diferencia de Taxideral, no es totalmente honesto, y siempre intenta sacar partido de las situaciones cuando se le da la oportunidad. Siempre intenta vender peces a los pasajeros de Taxideral.

### Villanos
- Monstruón (Mon*Star): El auto-nombrado "amo de los planetas", el líder de la Pandilla es el alíen más peligroso y buscado de la galaxia Limbo. Aparece en el primer episodio ya encerrado en el Planeta Penal, logrando escapar gracias a una explosión de luz de la Estrella Lunar de Limbo. En estado "normal" es un ser todo cubierto en pelaje negro, una melena de colores negros y rojos, y en su cara posee un parche con una estrella grabado en él. Cuando es expuesto a la luz de la Estrella Lunar, se transforma en un enorme ser con una armadura rojiza, fuerza y resistencia adicionales y codos que lo hace volar. Su ojo izquierdo puede disparar una estrella luminosa con diversos efectos para quien sea golpeado por ella. Su compañero es Destructor, una especie de calamar espacial gigante. Es dotado de una armadura que sirve como transporte personal de Monstruon, con arma láser, con el poder de la Estrella Lunar.

- Esclavo (Yess-man): Una especie de serpiente humanoide, es el sirviente y lamebotas personal de Monstruón, su frase más característica es "chi chi chi amo" (pronuncia las s como ch). Relegado normalmente a servir a Monstruón y miembros de la pandilla, pero tiene también algunos momentos de 'brillantez' en la serie. Es el único otro ser que se conoce ha recibido el poder de la Estrella Lunar, obteniendo poderes (aunque sin alterar su apariencia física) pero perdiendo toda su actitud servil en el proceso.

- Barón Sierra (Buzz-saw): Un Robot con sierras integradas a su cuerpo y que puede lanzarlas.

- Bucéfalo (Mumbo Jumbo): Un toro biónico, capaz de pasar de modo cuadrúpedo a bípedo y puede lanzar fuego por la boca.

- Vendaval (Windhammer): Un extraterrestre ligeramente parecido a Monstruón, que siempre lleva consigo un diapasón gigante, que le permite controlar el clima al hacerlo sonar. Estos poderes, extrañamente, también funcionan en el espacio exterior.

- Molecular (Mol-Ec-U-Lar): Un extraterrestre de color amarillo, compuesto mayormente de esferas y un enorme dibujo de un átomo en su pecho. Tiene una sola mano, ya que su otro brazo termina en un muñón hexagonal (del cual puede disparar una especie de brea inmovilizadora). Usando un artefacto en forma de aro hexagonal en ese muñón, es capaz de transformarse en cualquier cosa, ya sea viviente o inerte.

- Cara de Naipes (Pokerface): Un robot con apariencia de crupier, amante de los juegos de azar. Sus ojos tienen aspecto de máquinas tragamonedas, capaces de mostrar diversas letras y símbolos, de acuerdo a su estado de ánimo, y su arma (un bastón decorado con los palos la baraja de póker), dispara rayos decorados con esos mismos símbolos, con diversos efectos. Es el dueño de la Nave Casino, y rara vez es visto fuera de ella, o metido en los asuntos de la Pandilla. No es totalmente leal a Monstruón. A veces se le llama simplemente Naipe.

- Artillero (Hardware): Un ser con aspecto de reptil y el capataz más valioso de la pandilla de Monstruón. Lleva una mochila enrollable en su espalda todo el tiempo, que contiene todo tipo de armas de gran calibre (aunque generalmente desarmadas). Es un genio mecánico, armero, e inventor.

- Melodía: Una joven amante de la música, y vestida como una estrella de rock de los 80, que viene siendo la contraparte de Vaquero. Usa una keytar como arma, la cual funciona en forma similar a la guitarra de Vaquero, aunque sus disparos son en tonos rosas y rojos. Detesta a Vaquero y usualmente termina siendo su oponente en duelos musicales.

- Sombrío (Sky Shadow): El equivalente a Halcón Vigía de la pandilla. Artillero creó a este espía utilizando una "gárgola" y copiando partes de Halcón Vigía (casi terminando con la vida de este último).

- Mago Cronos/Amo del tiempo (Time Stopper): Un adolescente que utiliza un reloj que le permite "detener el tiempo" (suspender el movimiento de la materia y la energía) por un minuto Limbo completo (la extensión de ese minuto varía de acuerdo a cada capítulo). Un jetpack lo lleva en la espalda para volar. Es un nictófobo y no puede usar sus habilidades en la oscuridad. También llamado "Mago Brujo" y "Temporal".

- Zero, el ladrón de la memoria (Zero, the memory thief): Un raro personaje reptilesco, que puede robar la memoria y recuerdos de otro ser viviente mediante el uso de un arma en forma de picana, y un aparato en forma de magnetófono de bobina abierta en su pecho. Puede absorber, re-leer y devolver las memorias robadas a su antojo. También llamado "Amnésico" en una ocasión.

- El Cazafortunas (Bounty Hunter): Un alíen con cara de´perro muy musculoso que fue capturado y encarcelado por el Capitán Telescopio hace 200 años. Es muy poderoso porque puede absorber la energía de cualquier arma que lo ataca, así como la de quienes lo atacan. El talón de Aquiles del Cazafortunas es una bazooka solar que tiene el Capitán Telescopio: la única arma que puede detenerlo, ya que como dijo el Capitán Telescopio: "ni el Cazafortunas puede absorber todo el poder de un sol". El Cazafortunas es el único que siempre derrotó a los Halcones Galácticos originales (Rayo de Plata, los gemelos de acero, el Niño de Cobre y el Vaquero). Solo fue derrotado por Telescopio y el Halcón Galáctico de oro, Sortílego. El Cazafortunas es indudablemente el enemigo más poderoso de la serie junto con Monstruón. Pese a ser un villano, no es miembro de la pandilla, y generalmente esta preso en el Planeta Penal.

## La galaxia Limbo
La galaxia Limbo es una galaxia bastante peculiar, ya que parece tener aire respirable donde normalmente debería haber vacío, y también gravedad (aunque nunca es especificado cual es ese centro de gravedad), ya que los personajes pueden hablar en el espacio, y "caen" cuando son derribados de sus vehículos. En la serie, varios planetas y lugares de la galaxia Limbo son mostrados.
- El sol artificial

El sol artificial es un enorme artefacto en forma de antena parabólica, "anclado" en su lugar por cables a cuatro asteroides. Provee de luz y calor a toda la galaxia Limbo, aunque a diferencia de un verdadero sol, no es omnidireccional, teniendo un "lado oscuro" a donde se supone no llegan las ondas de radio. Es operado y mantenido por el Profesor Poder (también llamado Profesor Eléctrico o Profesor Energético), y ha sido blanco de la pandilla en más de una ocasión. Debe ser reabastecido de combustible periódicamente.
- La Estrella Lunar de Limbo

El único verdadero astro visto en la serie, la Estrella Lunar es un pequeño sol rojo cercano a Tenebria. Monstruón obtiene sus poderes de esta estrella, y es precisamente este cuerpo celeste el que le permitió escapar del Planeta Penal en el primer episodio.
- Halconia (Hawk Haven)

Halconia es la base de operaciones de los Halcones Galácticos. Es un asteroide que posiblemente fue esculpido, excavado y adaptado para ser convertido en una base de operaciones propiamente dicha. Orbita el planeta Bedlama como un satélite.
- Tenebria (Brimstar)

La base de operaciones de la Pandilla. Tenebria es un planeta de color rojizo, y al parecer fue parcialmente ahuecado para acomodar la base de operaciones de Monstruón. Distinguible por la abertura en forma de estrella que permite acceder al interior desde el espacio. Por fuera, está lleno de chatarra. Posiblemente orbita la Estrella Lunar de Limbo. A su vez, tiene implantados unos propulsores pertenecientes a la Cámara de Transformación de Monstruón, los cuales, al ser activados por Esclavo, le permiten a este último "acomodar" a Tenebria de una forma tal que la luz de la Estrella Lunar de Limbo penetre a través del hueco principal, para iniciar la transformación de Monstruón.
- Bedlama

Un planeta bastante similar a la Tierra, pero al parecer con una atmósfera mucho más delgada, ya que en el firmamento de Bedlama siempre se ven las estrellas, aun siendo de día. También posee una especie de agujero en su atmósfera, ya que desde el espacio pueden verse claramente varios cráteres y la superficie del planeta donde estos se encuentran.
- Autómata

Administrada por Monótona, una computadora programada para ayudar a las naves en problemas o accidentadas.
- Planeta Dollare (Dolar)

Un planeta-banco totalmente mecánico. Es administrado por Lord Cash. En más de una ocasión fue blanco de la mafia.
- Nave Casino (Starship Casino)

Un asteroide adaptado para ser un casino estelar. Está más allá del límite del año luz, por lo que los halcones galácticos no tienen jurisdicción en ese lugar. Es administrado por Cara de Naipe.
- Planeta Penal 10 (Penal Planet 10)
- Felonía (Fense)

Es un asteroide con una superficie plana, sobre la cual se levanta una especie de taberna. Es un punto de reunión para malhechores, a la vez de servir también como una posta donde algunos delincuentes paran para descansar, hacer negocios con los habitués de la taberna y tratar de seguir viaje... Siempre y cuando, los Halcones Galácticos no interrumpan.
- La Roca Colgante (Hanging Rock)

Es un Planeta que puede moverse, lo cual lo hace muy particular. Es controlada por el Cazafortunas, ya que es su hogar. Roca Colgante tiene unas trampas eléctricas que si atrapan a alguien le absorben toda su energía y se la dan al Cazafortunas. Es un planeta muy montañoso.
El único planeta fuera de Limbo mencionado en la serie es la Tierra

## Naves y medios de movilidad

### Halcones Galácticos
- Nave Espectro: Es la nave principal de los Halcones Galácticos. Operada por Vaquero, es una especie de avión Jet con espacio para 5 pasajeros, incluido el conductor. Los pasajeros de esta nave se ubican en posición horizontal de espalda arriba, distribuyéndose en dos compartimentos sobre cada lateral de la nave (a la izquierda se ubican Rayo de Plata, sobre el extremo, y Niño de Cobre, mientras que a la derecha se ubican Acerino, sobre el extremo, y Acerina). Cuando los Halcones alados son eyectados, la cabina de conducción se separa, convirtiéndose en un vehículo de 2 ruedas que sirve como movilidad a Vaquero. A su vez, el resto de la nave es escondido gracias a un rayo lanzado desde la cabina, que desvanece el área de pasajeros, permitiendo resguardarla y dar una mejor movilidad a Vaquero.
- Halcón Cometa o Sprinthawk: Es una nave de patrulla unipersonal, de diseño similar a la cabina del Espectro, pero de color blanco y la carlinga de color rojo. Mayoritariamente es pilotada por Rayo de Plata y ocasionalmente por Sortílego. Lamentablemente, suele ser también objeto de sabotajes o derribada con facilidad.
- Space Car o Auto Espacial: Es un módulo unipersonal, propiedad del Niño de Cobre. Es un vehículo de 3 ruedas, que combina el diseño de una motocicleta de competición, con el de un monoplaza de fórmulas. En una ocasión, fue utilizado por el Capitán Telescopio para proteger a Halconia de un Rayo Desintegrador, empleando un escudo de oro. En otra ocasión, fue secuestrado por Artillero para escapar de un sabotaje en Halconia. Finalmente y con la llegada de Relámpago, Niño de Cobre pudo utilizarlo más de seguido, cediéndole a Relámpago su compartimento dentro del Espectro.
- La Vengadora: Es un módulo con forma de motocicleta. Es propiedad del Capitán Telescopio, quien asegura que se trata de una antigüedad, ya que fue traída desde la Tierra hace 300 años.

### Mafia Interestelar
- Destructor: A pesar de ser la mascota de Monstruón, en estado doméstico también sirve al villano como medio de movilidad. En su estado salvaje, se puede apreciar la verdadera apariencia de Destructor como un calamar gigante. Cuando Monstruón lo domestica, lo equipa con una coraza color rojo anaranjado, provista de armas y cañones láser, que utiliza además de los poderes naturales de Destructor. Esta coraza posee también en su parte superior, una silla de montar desde donde Monstruón opera y se desplaza. Como Destructor es un animal vivo, se desplaza por el espacio a través de las órdenes de su amo.
- Flota de Tenebria: Son módulos con forma de lujosos automóviles antiguos, que son utilizados por los secuaces de Monstruón. Suelen ser tres y sus colores varían entre el verde y gris. Están provistos de armas y cañones láser ubicados preferentemente en la parrilla de cada nave. Tales parrillas tienen forma de fauces y como detalle de ornamentación, en el extremo de sus frontales llevan talladas miniaturas con forma de la cabeza de Monstruón en su forma perfecta.

## Otras apariciones
- Copper Kid de Los Halcones Galácticos hizo su aparición en Imaginacionlandia de South Park (2007).
- Los Halcones Galácticos fueron parodiados en el episodio Big Trouble in Little Clerks 2 (2010) en Robot Chicken.
- Monstruón (en su estado normal) aparece en el episodio 7 "Legacy" de la serie animada Thundercats de 2011. Es visto en un monitor en el puente de la nave de Mumm-Ra.

## Figuras de acción
Las figuras de acción fueron producidas por Kenner y se lanzaron en 1987. Cada personaje incluía un halcón como compañero y un aditamento especial. La segunda línea de figuras de acción es más difícil de conseguir que la primera con Rayo de Plata con ultrasonidos. Monstruón y el Niño de Cobre con disco láser y su motonave no se produjeron, aunque se mostraron en un catálogo de Kenner en 1988. No se produjo la fortaleza Halconia debido al alto precio de producción que hubiese implicado.

## Doblaje
Versión en español para Latinoamérica.
| Personaje                                                                                | Actor/Actriz          |
| Rayo de Plata                                                                            | Eladio González Garza |
| Capitán Telescopio                                                                       | José Luis Castañeda   |
| Vaquero                                                                                  | Braulio Zertuche      |
| Acerino                                                                                  | Arturo Casanova       |
| Acerina                                                                                  | Patricia Martínez     |
| Monstruón                                                                                | Luis de León          |
| Esclavo                                                                                  | Francisco Reséndez    |
| Naipe                                                                                    | Esteban Siller        |
| Artillero                                                                                | Agustín Sauret        |
| El Ave Rapaz / Profesor Poder (también llamado Profesor Eléctrico o Profesor Energético) | Juan Domingo Méndez   |
| Cronos, amo del tiempo                                                                   | Luis Alfonso Mendoza  |
| Sortílego                                                                                | Carlos Petrel †       |
| Barón Sierra                                                                             | Miguel Ángel Sanromán |
| Narrador                                                                                 | Guillermo Romo        |